# So You Think You Can Dance (Malezja)
So You Think You Can Dance – malezyjski program rozrywkowy. Program produkowany jest na licencji amerykańskiego formatu So You Think You Can Dance. Był emitowany przez telewizję 8TV w latach 2007–2008 (2 edycje). Twórcą programu był Simon Fuller (znany z programu Pop Idol i jego pochodnych) oraz Nigel Lythgoe.

## Ekipa
- Wykonawca:  Nigel Lythgoe i  Simon Fuller
- Reżyseria: Zebedee De Cost i Tengku Firhad
- Producent wykonawczy: Sunil Kumar
- Producent: Zebedee De Costa, Tengku Firhad, Kiedd Fariz (1-2 edycji)

Prabha Krisnan i Manoj Nandy (1 edycja)
- Edytor: Howie Chin Yeong Hau i Shivadas Menon (1-2 edycji)
Chan Yee Wei (1 edycja)

## Edycje

### 1 edycja
Premiera odbyła się 5 kwietnia 2007 roku.
Prezenterzy:
- Juliana Ibrahim
- Jehan Miskin

Jury:
- Pat Ibrahim
- Ramli Ibrahim
- Judimar Hernandez

Stylista:
- Peter lum

Goście:
- Yannus Sufandi
- Jeff Thacker
- Linda Jasmine
- Tiara Jacquelina

Choreografia:
- Patricia Calzadilla – salsa, Taniec latynoski
- Choo Teng Kuang – Taniec współczesny
- Farah Sulaiman – Jazz
- Fasilito – salsa
- Luisa Lau – paso doble, jive, samba
- Amy Len – Chiński taniec współczesny
- Loh Poh Choo – Taniec współczesny
- William Lor – paso doble, jive
- Umesh Shetty – indyjski taniec współczesny
- Manuela Oliveira – hip-hop, street jazz, dancehall,
- Peter Ong – Taniec latynoski
- Ichiro and Dawn Uchida – Funk
- Michael Xavier Voon – Broadway
- Yannus Sufandi – hip-hop, dancehall

Uczestnicy:
- Muhamad Haslam „Alam” – ZWYCIĘZCA
- Dennis Yin – 2 miejsce
- Suhaili Micheline „Sue” – 3 miejsce
- Brancy Tan – 4 miejsce
- Noor Fatimah – 5 miejsce
- Mohd Yunus „Yuz” – 5 miejsce
- Nikki Cheng – 7 miejsce
- Jimmy Wong – 7 miejsce
- Rebecca „Becky” Lee – 9 miejsce
- Shafirul Azmi „Firul” Suhaimi – 9 miejsce
- Joanne „Jo” Stevenson – 11 miejsce
- Isaac Lim – 11 miejsce
- Cristine „Orange” Chung – 13 miejsce
- Vishnu „Vish” a/l Nadarajah – 13 miejsce
- Alice Yap – 15 miejsce
- Chris Ooi – 15 miejsce
- Davina Goh – 17 miejsce
- Sean Loh – 17 miejsce
- Sheikh „Shake” Gaddafi – 19 miejsce
- Azzura Soraya „Azzy” – 19 miejsce

### 2 edycji
Wystartowała 2 maja 2008 roku.
Wielka czwórka:
*Yong Li Shi – ZWYCIĘZCA
- Ong Tze Hong
- Ng Kar Fei
- Ho Cheng Sim

Uczestnicy:
- Wong Sook Ken – 5 miejsce
- Hafizul Mahmud – 5 miejsce
- Farah Hanan binti Mohd Nordin – 7 miejsce
- Ray Redzwan bin Awang – 7 miejsce
- Liew Jin Pin – 9 miejsce
- Lim Pei Ying – 9 miejsce
- Sarah Diana Michele Durai – 11 miejsce
- Mohd Zulfaqar bin Awaluddin – 11 miejsce
- Yee Mei Er – 13 miejsce
- Lim Chee Wei – 13 miejsce
- Zefane Fara binti Zakaria – 15 miejsce
- Mohd Hanafi bin Rosli – 15 miejsce
- Muhammad Fairul Azreen bin Mohd Zahid – 17 miejsce
- Yap Hwee Leng – 17 miejsce
- Yong Chun Haou – 19 miejsce
- Chan Wei Yee – 19 miejsce